# 雷默特 (亞利桑那州)
雷默特（英語：Reymert）是位於美國亞利桑那州皮納爾縣的一個非建制地區。該地的面積和人口皆未知。

## 地理
雷默特的座標為33°13′47″N 111°12′33″W / 33.22972°N 111.20917°W，而該地的平均海拔高度為854米（即2802英尺）。